# Liste des gouvernements du Luxembourg
Cette page est une liste recensant les différents gouvernements luxembourgeois qui se sont succédé depuis 1848.
Les différents gouvernements sont nommés par le nom du Premier ministre et éventuellement d’autres ministres en cas de coalition ou suivis d’un numéro en cas de gouvernement des mêmes ministres sur plusieurs périodes.
| Période                               | Gouvernement                      |
| ------------------------------------- | --------------------------------- |
| 1er août 1848 – 2 décembre 1848       | Gouvernement de La Fontaine       |
| 2 décembre 1848 – 23 septembre 1853   | Gouvernement Willmar              |
| 23 septembre 1853 – 26 septembre 1860 | Gouvernement Simons               |
| 26 septembre 1860 – 3 décembre 1867   | Gouvernement de Tornaco           |
| 3 décembre 1867 – 26 décembre 1874    | Gouvernement Servais              |
| 26 décembre 1874 – 20 février 1885    | Gouvernement de Blochausen        |
| 20 février 1885 – 22 septembre 1888   | Gouvernement Thilges              |
| 22 septembre 1888 – 12 octobre 1915   | Gouvernement Eyschen              |
| 12 octobre 1915 – 6 novembre 1915     | Gouvernement Mongenast            |
| 6 novembre 1915 – 24 février 1916     | Gouvernement Loutsch              |
| 24 février 1916 – 19 juin 1917        | Gouvernement Thorn                |
| 19 juin 1917 – 28 septembre 1918      | Gouvernement Kauffman             |
| 28 septembre 1918 – 20 mars 1925      | Gouvernement Reuter               |
| 20 mars 1925 – 16 juillet 1926        | Gouvernement Prüm                 |
| 16 juillet 1926 – 5 novembre 1937     | Gouvernement Bech                 |
| 5 novembre 1937 – 10 mai 1940         | Gouvernement Dupong-Krier         |
| 10 mai 1940 – 23 septembre 1944       | Gouvernement en exil              |
| 23 septembre 1944 – 14 novembre 1945  | Gouvernement de la Libération     |
| 14 novembre 1945 – 1er mars 1947      | Gouvernement de l’Union nationale |
| 1er mars 1947 – 3 juillet 1951        | Gouvernement Dupong-Schaus        |
| 3 juillet 1951 – 29 décembre 1953     | Gouvernement Dupong-Bodson        |
| 29 décembre 1953 – 29 mars 1958       | Gouvernement Bech-Bodson          |
| 29 mars 1958 – 2 mars 1959            | Gouvernement Frieden              |
| 2 mars 1959 – 15 juillet 1964         | Gouvernement Werner-Schaus I      |
| 15 juillet 1964 – 6 février 1969      | Gouvernement Werner-Cravatte      |
| 6 février 1969 – 15 juin 1974         | Gouvernement Werner-Schaus II     |
| 15 juin 1974 – 16 juillet 1979        | Gouvernement Thorn-Vouel-Berg     |
| 16 juillet 1979 – 20 juillet 1984     | Gouvernement Werner-Thorn-Flesch  |
| 20 juillet 1984 – 14 juillet 1989     | Gouvernement Santer-Poos I        |
| 14 juillet 1989 – 13 juillet 1994     | Gouvernement Santer-Poos II       |
| 13 juillet 1994 – 20 janvier 1995     | Gouvernement Santer-Poos III      |
| 20 janvier 1995 – 26 janvier 1995     | Gouvernement Juncker-Poos I       |
| 26 janvier 1995 – 7 août 1999         | Gouvernement Juncker-Poos II      |
| 7 août 1999 – 31 juillet 2004         | Gouvernement Juncker-Polfer       |
| 31 juillet 2004 – 23 juillet 2009     | Gouvernement Juncker-Asselborn I  |
| 23 juillet 2009 – 4 décembre 2013     | Gouvernement Juncker-Asselborn II |
| 4 décembre 2013 – 5 décembre 2018     | Gouvernement Bettel I             |
| 5 décembre 2018 - 17 novembre 2023    | Gouvernement Bettel II            |
| depuis le 17 novembre 2023            | Gouvernement Frieden              |